# Joe Behan
Joe Behan (* 30. Juli 1959 in Bray, County Wicklow) ist ein parteiunabhängiger irischer Politiker. Bis 2008 war er Mitglied der Fianna Fáil.

## Biografie
Nach dem Studium war Behan als Lehrer und Grundschulleiter tätig. Er versuchte ohne Erfolg, 1997 in den Dáil Éireann gewählt zu werden. 1999 wurde er stattdessen erstmals in den Wicklow County Council gewählt. Diesen Sitz konnte er in der Kommunalwahl 2004 verteidigen. Von 2006 bis 2007 war er Ratsvorsitzender (irisch Cathaoirleach) im Wicklow County Council. Er trat bei den Wahlen zum Dáil Éireann 2007 an und wurde im Wahlkreis Wicklow für die Fianna Fáil gewählt. Im Oktober 2008 trat er aus der Fianna Fáil aus Protest gegen den irischen Staatshaushalt 2009 aus. Bei den Wahlen 2011 kandidierte er als unabhängiger Bewerber, wurde aber nicht gewählt. Auch bei den Wahlen 2016 und 2020 blieb er erfolglos. 
2014 wurde er allerdings wieder in den Wicklow County Council gewählt und sowohl 2019 als auch 2024 wiedergewählt.